# Voith Gravita
Treść tego artykułu od 2016-09 należy opracować w taki sposób, aby nie uwypuklała nadmiernie polskiej specyfiki / aby nie zawężała się tylko do polskich warunków
 Po wyeliminowaniu niedoskonałości należy usunąć szablon [[Szablon:Dopracować|]] z tego artykułu.
Voith Gravita – lokomotywa spalinowa produkcji niemieckiej, produkowana od 2008 roku w zakładach Voith w Heidenheim an der Brenz. 

## Historia
Pierwsze lokomotywy spalinowe tego typu są eksploatowane przez przewoźnika Lotos Kolej od września 2011 roku w roli lokomotyw manewrowych.
W maju 2012 roku uzyskała od UTK dopuszczenie do eksploatacji w Polsce.